# La viuda de Apablaza
La viuda de Apablaza es una obra de teatro chilena escrita por Germán Luco Cruchaga y dirigida originalmente por Pedro de la Barra. La obra fue montada por primera vez en 1928 y ha tenido varias reposiciones en la escena teatral chilena hasta la actualidad, siendo considerada como una de las obras claves de la dramaturgia de Chile.

## Argumento
La obra cuenta en tres actos la historia de amor incestuoso entre una viuda y su “casi hijo”, se complementa con los signos de la historia y de la cultura del Chile de los años veinte. En 1925, en un pueblo rural del sur de Chile, una viuda administra con mano de hierro el fundo que heredó de su marido. Ejerce el poder masculinamente, pero en su debilidad late la mujer que reprime. Al Ñico, el hijo ilegítimo de su marido, lo quiere tanto como el hijo que nunca tuvo, como el marido que ya no tiene. Su interés por él se exacerba cuando llega al fundo Flora, una sobrina de la viuda, de quien Ñico se enamora. Entonces la viuda le impone una relación a su hijastro, ofreciéndole así formar parte de la administración del fundo. En el tercer acto el espectador descubre que ambos se han casado, y que la viuda ha sido relegada a un lugar ornamental en las relaciones de poder entre patrón e inquilinos en el fundo, y subyugada ante su nuevo marido, que actúa ahora como todo un terrateniente capitalista. Cuando Ñico le propone a Flora irse a vivir con él al fundo, la viuda, arrepentida y humillada por sus decisiones, se dispara un tiro.

## Personajes
- La Viuda
- Ñico
- Flora
- Remigio
- Fidel
- Don Geldres
- Doña Meche
- Custodio
- Celinda

## Producción
Germán Luco Cruchaga basó La viuda de Apablaza en una mujer real que conoció en la localidad de Quitratue (Gorbea), cerca de Villarrica, donde trabajaba administrando el “fundo los castaños” de su suegro. La mujer se dedicaba a la fábrica de quesos y vivía con su hijastro, aunque es dudoso que entre ambos efectivamente haya existido una relación amorosa. Durante esos años, Luco visitó en varias ocasiones a la mujer, anotando en una libreta la jerga, dichos, modismos y retazos del habla campesina de entonces.
El estreno de La viuda de Apablaza ocurrió el 29 de agosto de 1928, en el Teatro La Comedia, por la Compañía Ángela Jarques-Evaristo Lillo, protagonizada por Elsa Alarcón y el mismo Evaristo Lillo. La obra fue repuesta en junio de 1956 bajo la dirección de Pedro de la Barra con la compañía del Teatro Experimental de la Universidad de Chile, con Carmen Bunster personificando a la Viuda y Mario Lorca a Ñico, y un elenco de grandes actores de la época como Bélgica Castro, María Cánepa, Domingo Tessier, Jorge Boudon, María Teresa Fricke, Franklin Caicedo y Pedro Orthous. La obra se presentó durante varios meses en salas de teatro de todo Chile y también fue montada en Buenos Aires y Montevideo, recogiendo elogios de la crítica, al punto que en 1960 volvió a las tablas con la misma compañía, con Víctor Jara como asistente de dirección.
Una nueva reposición en 1977 a cargo del grupo teatral Los de Apablaza (formada por varios actores del antiguo teatro Teknos de la Universidad Técnica del Estado) fue dirigida por Rafael Benavente, y contó con las actuaciones de Gabriela Medina, Nelson Brodt, Jorge Yáñez, Clara María Escobar, Belén Alasio, Luis Cornejo, Adriana Vargas y Rubén Sotoconil, montada originalmente en el Teatro Cariola.
Más recientemente, la obra ha sido repuesta por el Centro Cultural Gabriela Mistral a partir de 2016, bajo la dirección de Rodrigo Pérez y con Catalina Saavedra y Francisco Ossa en los roles protagónicos.

## Análisis y crítica
La obra es considerada por la académica Ruth González Vergara dentro del periodo superrealista, de acuerdo a la teoría generacional de Cedomil Goic, con elementos propios del naturalismo criollista «por la temática, (drama rural, campesino), el manejo del lenguaje, con profundas bases telúricas, con una clara determinación lingüística diatópica y diatrática», utilizando un rico acervo de giros y vocablos típicos del español chileno. Por su parte, para el crítico Juan Andrés Piña, La viuda de Apablaza se inscribe más dentro del género de la tragedia que del simple drama campesino como se le calificó inicialmente, pues en el desarrollo de la trama se evidencia un destino del cual los personajes no pueden escapar, particularmente por el fatal final de la protagonista, a la par que logra ensamblar elementos míticos, sociales y psicológicos. Rafael Benavente, quien dirigió la obra en 1977, esgrimía que «esta obra del realismo costumbrista tiene sin duda problemas de estructura dramática, como escenas de amor demasiado largas y un salto confuso en el tiempo entre el primer y segundo actos (...) Pero la construcción temática de la pieza es extremadamente sólida».
Julio Durán Cerda, en su obra El Teatro Chileno Moderno (1963), considera que Luco Cruchaga «es el gran creador de personajes de nuestro teatro, desde la Viúa hasta el más humilde peón, pasando por don Jeldres, el tipo del almacenero español que no ha logrado hacer la América todavía, son objeto de un detenido tratamiento, de modo que cada uno adquiere vida propia». El personaje de la Viuda ha sido catalogado como «el más grande personaje femenino de la dramaturgia chilena», y la reposición de La viuda de Apablaza en la temporada 2016 del Centro Cultural Gabriela Mistral fue reconocida como la «mejor obra nacional» del año según el Círculo de Críticos de Arte.